# Sport Club Americano (Vitória)
Pour les articles homonymes, voir Sport Club Americano.
Maillots
Le Sport Club Americano était un club brésilien de football basé à Vitória dans l'État de l'Espírito Santo.

## Palmarès
- Championnat de l'Espírito Santo :
  - Champion : 1940